# 宗均
宗均（？—76年），字叔庠，南阳郡安众（今河南省邓州市东北）人，东汉经学家。《后汉书》将其姓氏讹为宋，后经何焯考证改正。
其父宗伯，在汉光武帝建武初年担任五官中郎将。宗均年少以父任为郎。十五岁时，好经书，常以假日往经学博士处受业，精通《诗》、《礼》，善于论辩。先后官辰阳县长、上蔡县令、九江郡太守。宗均到任辰阳长后，兴立学校，对在其地推广儒学起了很大作用。光武帝嘉其功，赐以金帛。迁上蔡令，禁人丧葬不得奢靡。
转任九江太守，九江境内有唐、后二山，巫祝等借口山神娶妻，強奪民女祸害百姓，年年如此。宗均禁绝此不良傳統，下令今後如果山神要娶妻，皆由巫祝家出女眷，不准扰乱百姓。此令一出，众巫祝叩头服罪，宗均将眾巫祝擬罪杀掉。宗均铲除了地方巫師藉迷信祸害百姓的罪行，从此断绝了为山神“取公妪”的活动，宗均的事迹，有如西门豹治邺城。唯九江虎患嚴重，宗均雖招募獵人製作陷阱捕殺老虎，但成效不彰，虎患有增無減。
后宗均为谒者，监伏波将军马援军，以恩信招降武陵蛮。马援卒，他建议机断专行，改讨伐为招降，获得成功。永平元年（58年），为东海国（今山东郯城北）相，在职五年，犯法免官，而东海百姓作歌颂念，求皇帝赦免他。汉明帝以他为尚书令，议政多合帝意。生性宽和，不喜文法，主张选吏以弘厚为准。为政务存宽厚，颇得民心。后为司隶校尉，终官河内郡太守。因病请求卸任，后在家中去世。

## 延伸阅读
[在维基数据编辑]
 《後漢書·卷41》，出自范晔《後漢書》
 《東觀漢記》